# Unitatea rusă
Unitatea rusă (în rusă Русское Единство) este un partid politic din Ucraina, înregistrat în octombrie 2008. Partidul are baza în Crimeea, regiune autonomă situată în sudul Ucrainei, cu o majoritate de vorbitori de limbă rusă. Deși partidul i-a poziții pe o serie mai amplă de probleme, accentul principal al partidului este de a garanta drepturile vorbitorilor rusofoni și promovarea relațiilor Ucrainei cu Rusia. Unitatea rusă este condus de Serghei Aksionov, care este, de asemenea, prim-ministrul Crimeei din 27 februarie 2014, după ce a obținut această poziție în timpul tensiunilor din Crimeea din 2014.